# Agnès Poirier
Pour les articles homonymes, voir Agnès Poirier (réalisatrice) et Poirier (homonymie).
Agnès Catherine Poirier, née en 1975 à Paris, est une journaliste et essayiste française, qui vit et travaille entre Londres et Paris[réf. nécessaire].

## Biographie
Journaliste indépendante établie à Londres, elle couvre l'actualité culturelle britannique pour Le Monde (1996), Le Figaro (1997-2001) puis l'actualité pour Libération (2001-2006). Elle a collaboré en tant que correspondante en Grande-Bretagne pour, entre autres, Le Nouvel Observateur, Télérama, La Vie, L'Espresso, Marianne, Le Journal du Dimanche. Elle est commentateur politique et critique pour la BBC, CNN, Channel 4, Sky News et Al Jazeera. Elle écrit également régulièrement pour la presse britannique et américaine notamment The Guardian, The Observer, The Times ou encore The New York Times. Elle a produit et présenté des séries d'émissions pour France Musique sur les rapports entre cinéma et musique, mais également des documentaires et essais radiophoniques pour la BBC Radio 4 et BBC Radio 3. 
Son livre Left Bank, Arts, Passion and the Rebirth of Paris 1940-1950 publié en mars 2018 chez Bloomsbury en Grande-Bretagne et Henry Holt aux États-Unis, figure dans « les meilleurs livres de 2018 » pour The Times et The Telegraph. Il a été traduit en une dizaine de langues. Son dernier livre, Notre-Dame, The Soul of France, à paraître début avril 2020, a été traduit en une dizaine de langues.
Agnès Catherine Poirier pré-sélectionne les films britanniques pour le Festival de Cannes et fait partie de son équipe de correspondants étrangers.
Agnès Catherine Poirier est diplômée de la Sorbonne en histoire, de l'Institut d'études politiques de Paris et a étudié à la London School of Economics (MPhil/PhD in International History).

## Audiothèque
- 2008 : Au service de Sa Majesté, documentaire de 60 minutes sur l'aristocratie anglaise France Culture.
- 2012 : Inside the Académie Française, documentaire de 30 minutes sur l'aristocratie anglaise BBC Radio 4[5].
- 2016 : On Venetian bookshops, essai-reportage sur les librairies vénitiennes BBC World Service[6].

## Filmographie partielle
- 2021 : Gorge profonde